# André Charles Négrier
Pour les articles homonymes, voir Négrier.
André Charles Négrier est un militaire et homme politique français né le 23 février 1788 à Neuvy-le-Roi (Indre-et-Loire) et décédé le 20 juillet 1872 à Neuvy-le-Roi.

## Biographie
André Charles Négrier est le fils d'Antoine François Négrier, conseiller du roi et contrôleur au grenier à sel de Neuvy, et de Marie Charles Geneviève Le Maistre.
Entré en 1806 à l'École polytechnique, puis à l'école du génie de Metz, il fait toutes les campagnes napoléoniennes. Maintenu dans l'armée sous la Restauration, il est lieutenant-colonel en 1838, colonel en 1842, directeur du génie à Belfort puis à Lille. Il prend sa retraite en 1848 et devient député du Nord en septembre 1848, en remplacement du général Négrier, tué lors des journées de juin. Il siège avec les républicains modérés.

## Sources
- « André Charles Négrier », dans Adolphe Robert et Gaston Cougny, Dictionnaire des parlementaires français, Edgar Bourloton, 1889-1891 [détail de l’édition]
- Ressources relatives à la vie publique :   - base Léonore
  - Base Sycomore